# Enrique del Barrio Hernández
Enrique Alfonso del Barrio Hernández (Providencia, 6 de septiembre de 1987)es un empresario, exconcejal y actual alcalde de Rengo desde el 6 de diciembre de 2024.

## Vida
Es hijo de Enrique Alfonso del Barrio Nogueira y de Carmen Gloria Hernández Ibáñez.Es pareja de Josefa Chabrillard Almizry, con ella tiene tres hijos. Es propietario de la empresa Transportes Del Barrio desde 2019.
Fue concejal de Rengo desde el 2021, obteniendo la primera mayoría, presidiendo la Comisión de Finanzas del Concejo municipal. Entre diciembre de 2023 y junio de 2024 fue asesor del diputado Diego Schalper.
El 3 de mayo del 2024, fue proclamado candidato alcalde de Rengo, por el pacto Chile Vamos.Fue elegidó alcalde en las elecciones municipales 2024.

## Historial electoral

### Elecciones municipales de 2021
- Elecciones Concejales de 2021, Electos por Rengo.[5]

(Se agregan los candidatos más relevantes)

### Elecciones municipales de 2024
- Elecciones Alcalde de 2024, para Rengo.[6]